# Partido Pirata
Partido Pirata refere-se aos partidos políticos que têm como bandeira a luta contra as atuais leis de propriedade intelectual e industrial, incluindo copyright e patentes, contra a violação do direito de privacidade e a favor do respeito ao domínio público, da promoção de práticas de copyleft, dos sistemas operativos livres e das práticas do compartilhamento. Os Partidos Piratas também defendem os direitos civis, democracia direta (incluindo e-democracia ), compartilhamento livre de conhecimento (open content), privacidade e transparência pública.

Partido Pirata com eleitos no Parlamento Europeu
Partido Pirata com eleitos no parlamento nacional
Partido Pirata com eleitos locais
Partido Pirata oficialmente registrado
Partido Pirata oficialmente registrado nalguns estados
Partido Pirata ativo, mas ainda não registrado
Situação desconhecida

O primeiro Partido Pirata foi o sueco Piratepartiet, fundado em 1 de Janeiro de 2006, sob a liderança de Rickard Falkvinge. O nome do partido foi derivado de Piratbyrån. Os membros do Piratbyrån são também os fundadores do The Pirate Bay, famoso site indexador de torrents. Piratbyrån foi uma organização fundada para se opor à lobbies do grupo antipirataria Antipiratbyrån. O rótulo de "pirata", que tinha sido utilizado pelas indústrias de mídia e cinema em campanhas contra a violação de direitos autorais, é, portanto, uma reapropriação da palavra.
Devido ao rápido crescimento de popularidade do Partido Pirata na Suécia, o movimento se espalhou por dezenas de países, onde diversos partidos piratas se organizam para defender pautas semelhantes.  Na Europa, o movimento ganhou mais força nos países escandinavos, mas também vêm crescendo nos demais países, inclusive no Leste Europeu. No Brasil, o movimento para a criação do Partido Pirata existe desde 2007. Em Portugal, desde 2009.

## Partido Pirata no mundo

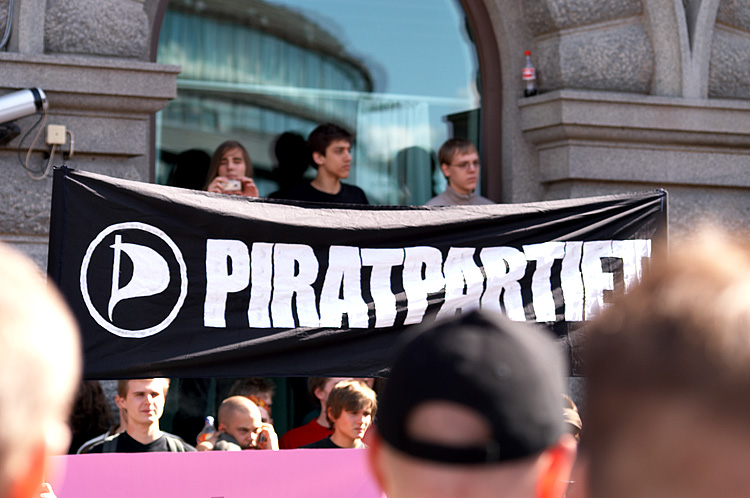
Manifestação do Partido Pirata na Suécia.

O Partido Pirata possui grupos já estruturados atuando em cerca de 60 países e uma rede de activista que se expande gradualmente a outros países.
O Partido Pirata alemão já elegeu 43 deputados estaduais na Alemanha e se prepara para as eleições federais de 2013. Em abril de 2012, contava com aprox. 12 % das intenções de voto. Internamente, o partido utiliza um software de Democracia líquida.
O Partido Pirata do Brasil atua como coletivo. Seu núcleo surgiu em 2007, e no final do ano seguinte seu fórum contava com mais de 300 participantes cadastrados. O fórum atual, na rede social Facebook, conta com mais de 115.000 membros[carece de fontes?]. Seu primeiro encontro nacional oficial foi realizado em março de 2009, a "I Insurgência Pirata". Em 28 de julho de 2012 o Partido Pirata do Brasil foi fundado na Sede Social da Soledade, em Recife, com a presença de cerca de 130 ativistas e simpatizantes de 15 estados brasileiros. O foco de atuação do Partido Pirata do Brasil inclui também entre as pautas prioritárias a inclusão digital e a transparência pública. No dia 02 de setembro de 2013, o Partido Pirata do Brasil conseguiu publicar seu Estatuto Partidário no Diário Oficial da União.
Nascido a 11 de maio de 2009, o movimento para a criação do Partido Pirata Português (PPP) foi criado como movimento por alunos de Engenharia Informática na Faculdade de Ciências da Universidade de Lisboa à imagem do homólogo sueco. Neste momento está a proceder à recolha de assinaturas para a sua oficialização.

### Partidos e movimentos piratas no resto do mundo
- África do Sul
- Alemanha
- Argentina
- Australia
- Austria
- Bélgica
- Brasil
- Canadá
- Estados Unidos
- Espanha
- França
- Holanda
- Itália
- Islândia
- Peru
- Polônia
- Portugal
- Rússia
- Reino Unido
- Suécia [8]